# Ectinosoma californicum
Ectinosoma californicum är en kräftdjursart som beskrevs av Lang 1965. Ectinosoma californicum ingår i släktet Ectinosoma och familjen Ectinosomatidae. Inga underarter finns listade i Catalogue of Life.